# デニス・スレイモン
デニス・ジョセフ・スレイモン（'Dennis Joseph Slamon, 1948年8月6日 - ）はアメリカ合衆国の医学者。カリフォルニア大学ロサンゼルス校教授。HER2/neu遺伝子の同定と、モノクローナル抗体による最初の抗がん剤であるトラスツズマブの開発で知られる。
ペンシルベニア州ニューキャッスル出身。1975年にシカゴ大学大学院からM.D.を取得。1979年まで同大学病院で主任研修医となり、1982年からカリフォルニア大学ロサンゼルス校助教授、1993年から現職。

## 受賞歴
- 2002年 - ガベイ賞
- 2006年 - ウォーレン・アルパート財団賞
- 2007年 - ガードナー国際賞
- 2013年 - トムソン・ロイター引用栄誉賞
- 2019年 - ショーベリ賞、ラスカー・ドゥベーキー臨床医学研究賞

## 参照
- Dennis Slamon, Director, Clinical/Translational Research
- Biography
- Curriculum Vitae